# Sint-Pieterskerk (Rekem, parochiekerk)

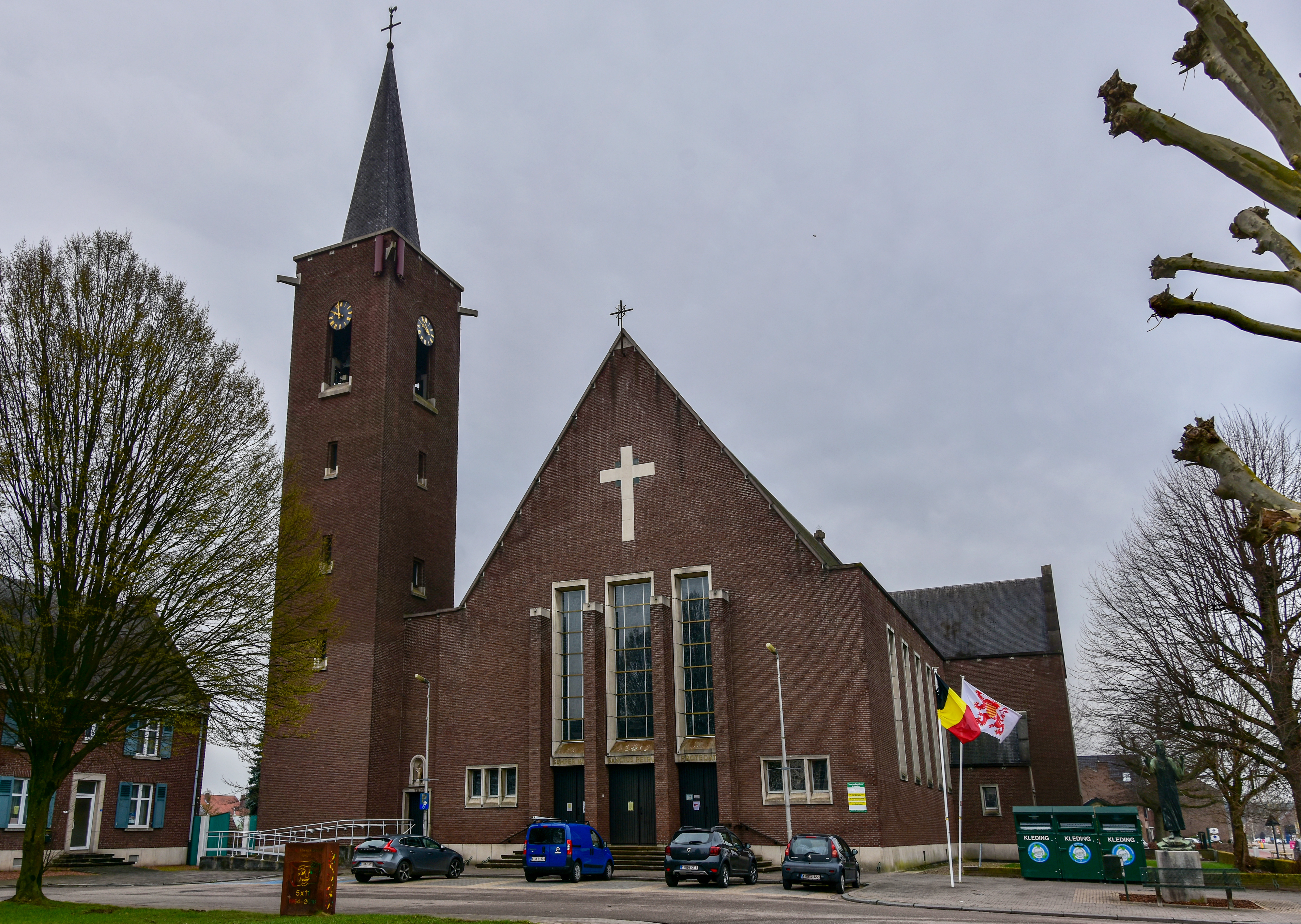
Sint-Pieterskerk

De Sint-Pieterskerk aan de Rekemerstraat is de huidige parochiekerk van Rekem.

## Historiek
In 1876, ten tijde van pastoor Ferdinand Portmans, sprak men over de bouw van een nieuwe kerk. De toenmalige Sint-Pieterskerk aan de Groenplaats bood plaats aan slechts 324 personen. Gemeenteraad en kerkfabriek beslisten bij meerderheid dat het bouwen van een nieuwe kerk de beste oplossing was. Uitbreiding van de bestaande kerk zou de onteigening en afbraak van de omliggende huizen veroorzaken.
De locatie van de nieuwbouw bleef een strijdpunt tussen voorstanders voor de bouw in Oud-Rekem en die voor een kerk in Daalwezet en sleepte aan tot 1897. Men geraakte er niet uit en de plannen voor de bouw verdwenen in een lade. In 1913 riep pastoor Petrus-Jos Buysrogge de kerkfabriek opnieuw samen over het bouwen van een nieuwe kerk op kerkweide gelegen op Sint-Pieter. De plannen werden door de gemeenteraad op 28 mei 1914 goedgekeurd maar de inval van Duitse troepen in België op 4 augustus 1914 trok een streep door dit initiatief.
Op 10 februari 1922 volgde een nieuw initiatief voor de bouw van de kerk buiten de Paterspoort, op Sint-Pieter. Intussen was de oude kerk bouwvallig geworden en pastoor Buysrogge vroeg toestemming aan het bisdom om de diensten in het Patronaat te houden. De uiteindelijke weigering door het bisdom maakte hem ziek en hij overleed twee dagen later aan een beroerte.
Zijn opvolger, pastoor Janssen ontvouwde in 1922 plannen voor een grote kerk, rekening houdend met het stijgend inwonersaantal. Die plannen werden door de provinciale overheid afgewezen. Men besliste dan om de oude kerk te herstellen.
Een nieuwe locatie werd mogelijk toen een nieuwe weg de nieuwe brug over de Zuid-Willemsvaart verbond met de Steenweg. In 1936 kocht men een aantal percelen aan op 't Kleinveld en een ontwerp van architect Klinkers uit Mechelen-aan-de-Maas werd aanvaard. Voor een aanbesteding ontbrak het nodige geld. Daarvoor vroeg men aan de Belgische Staat om het project te financieren via hun aankoop van de oude kerk, de Groenplaats, de pastorie en het zusterklooster. Dat verzoek werd op 12 april 1938 afgewezen.
Een nieuw ontwerp van architecten Boxen en De Groodt stuitten in 1942 op een weigering van de Provinciale Commissaris van Hasselt. Pastoor Jaak Breemans wachtte tot na de oorlog voor een nieuw initiatief. Toen het ministerie van Justitie vernam dat de oude kerk werd overgenomen door de gemeente om er een museum van te maken kreeg de pastoor in 1952 toestemming om de werken aan te besteden.

## Gebouw
Met de grondwerken werd gestart op 1 maart 1954, gevolgd door de eerstesteenlegging op 29 augustus 1954 door monseigneur Kerkhofs.  Architecten van de nieuwe kerk waren F. de Groodt en P. Boxen. De bouwonderneming Steyfkens Wouters uit Genk voerde de werken uit. De kerk bevindt zich juist buiten Oud-Rekem.
Het betreft een strakomlijnde bakstenen kruiskerk onder zadeldak, met een bijna vrijstaande, vierkante toren met ingesnoerde naaldspits. Het interieur is uitgevoerd in beton, en heeft een cassetteplafond. In totaal kostte de kerk 7.715.906 Belgische frank.

## Meubilair
De kerk bezit drie, uit de oude kerk afkomstige, schilderijen. Daarnaast zijn er een aantal beelden, zoals een Onze-Lieve-Vrouw met Kind, in gepolychromeerd hout, uit omstreeks 1700; en een 18e-eeuws lindenhouten Sint-Annabeeld, beide afkomstig uit de Sint-Petronellakapel. Een 15e-eeuws beeld van Onze-Lieve-Vrouw met Kind, eveneens uitgevoerd in gepolychromeerd hout, is uit de oude kerk afkomstig. Verder is er een smeedijzeren reliekschrijn uit 1621, waarop het hoofd van Petronella van Rome is afgebeeld.
Een glas-in-loodraam, ontworpen door Charles Eyck stelt ridder-kruisvaarder en monnik Gobert d'Aspremont voor. Het raam werd geschonken door Charles d'Aspremont Lynden om de verbondenheid van de familie met Rekem te tonen.

## Galerij

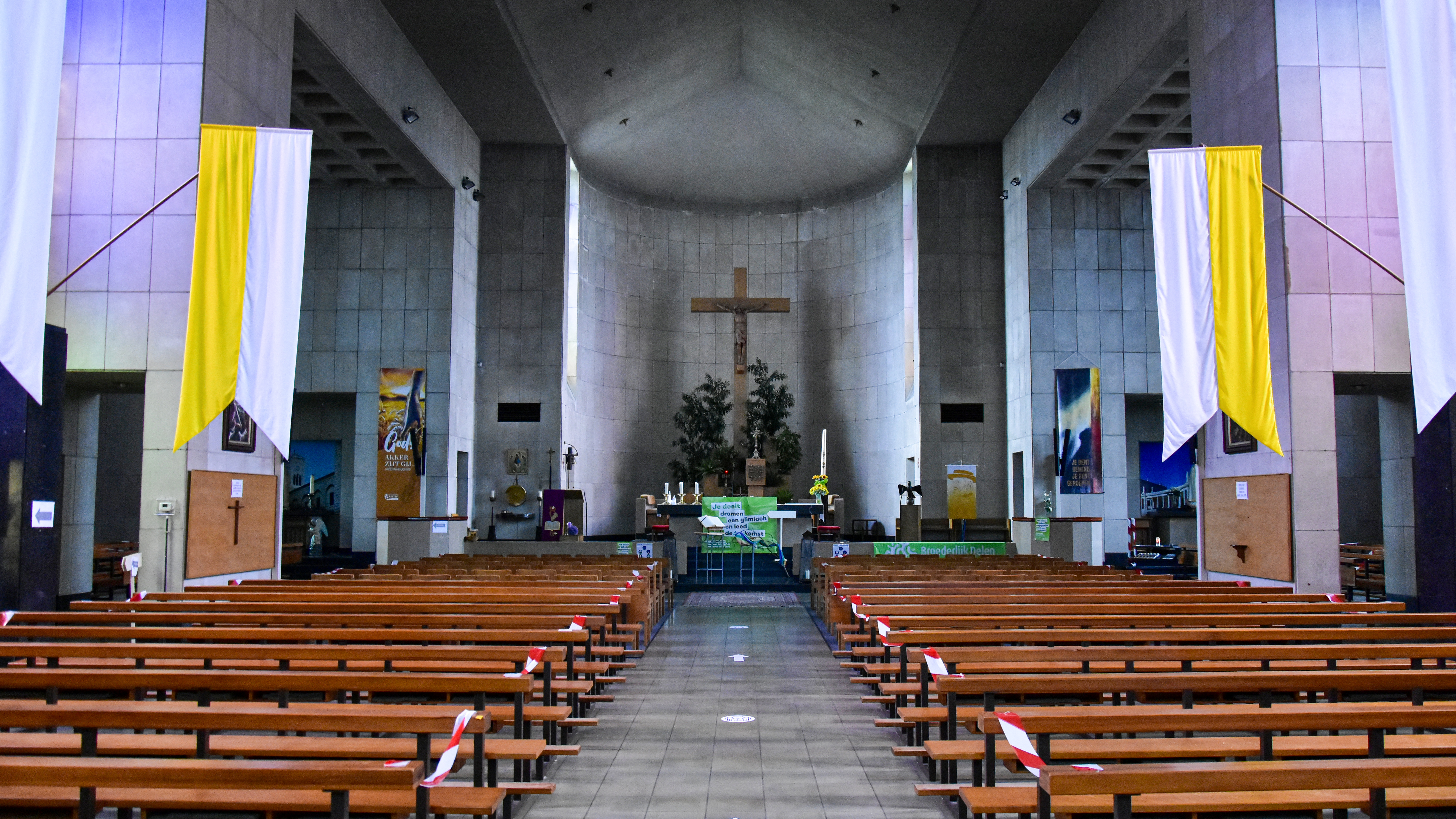
Kerkschip
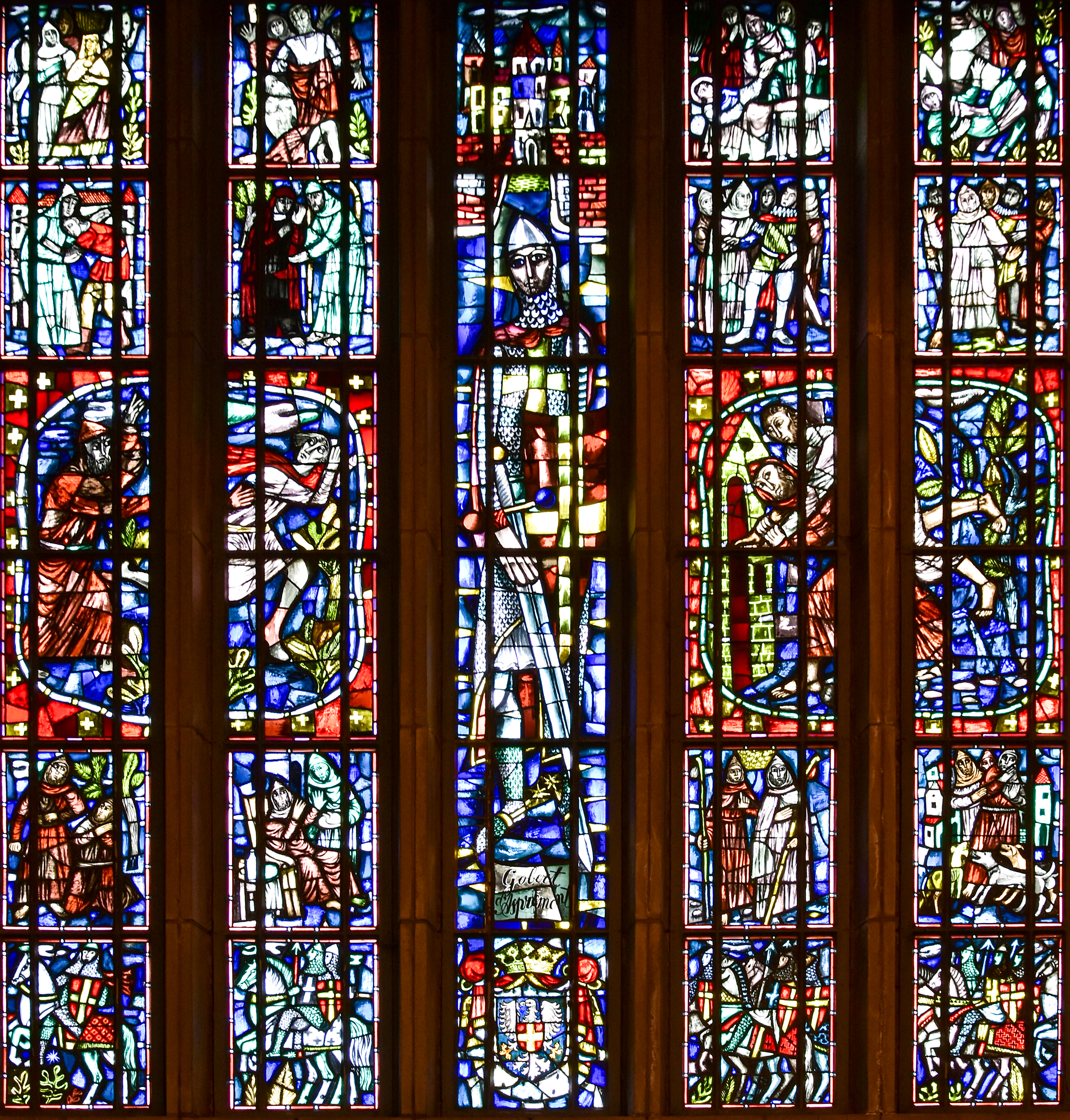
Glasraam met Gobert d'Aspremont
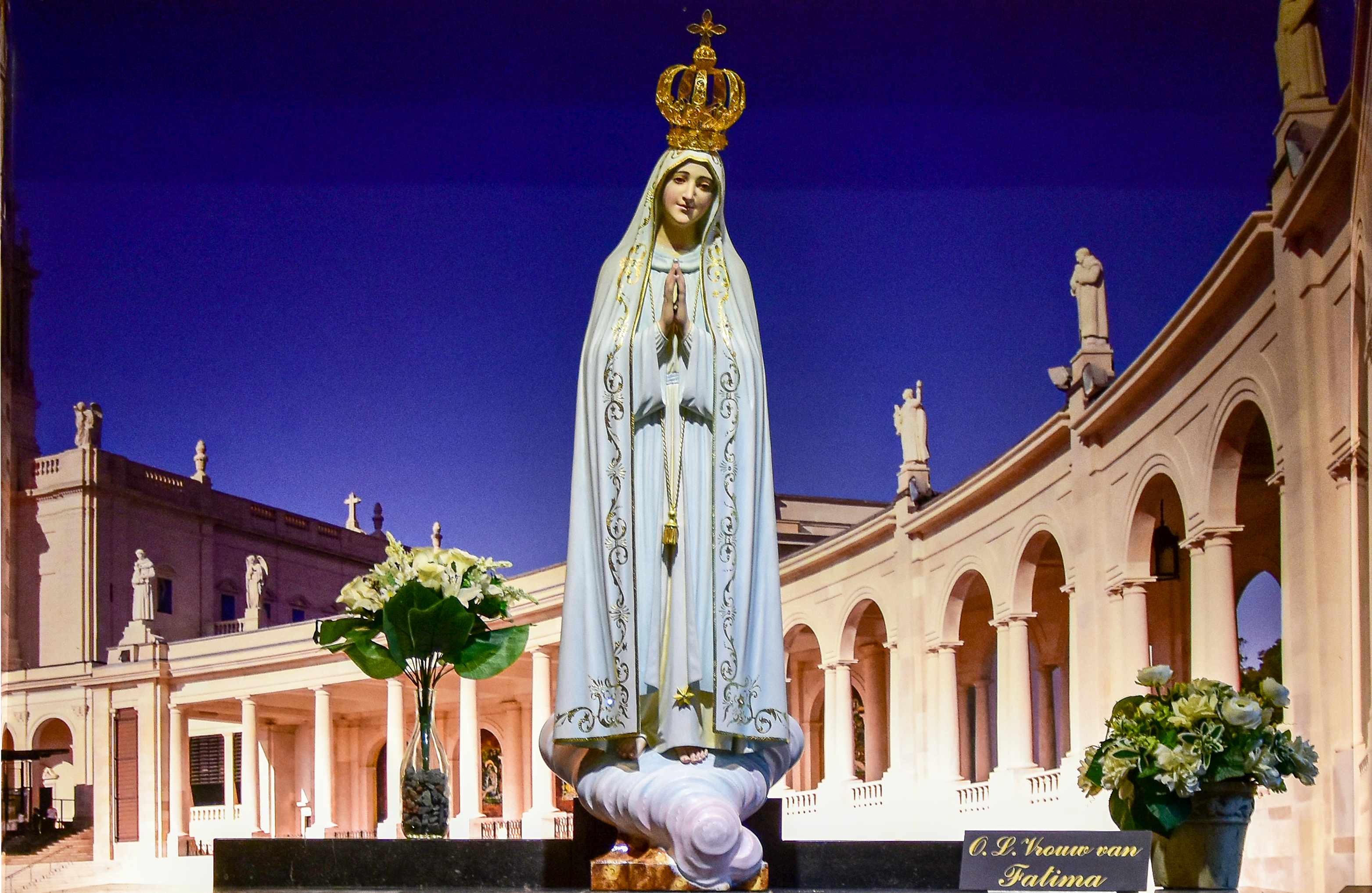
Onze-Lieve-Vrouw van Fatima
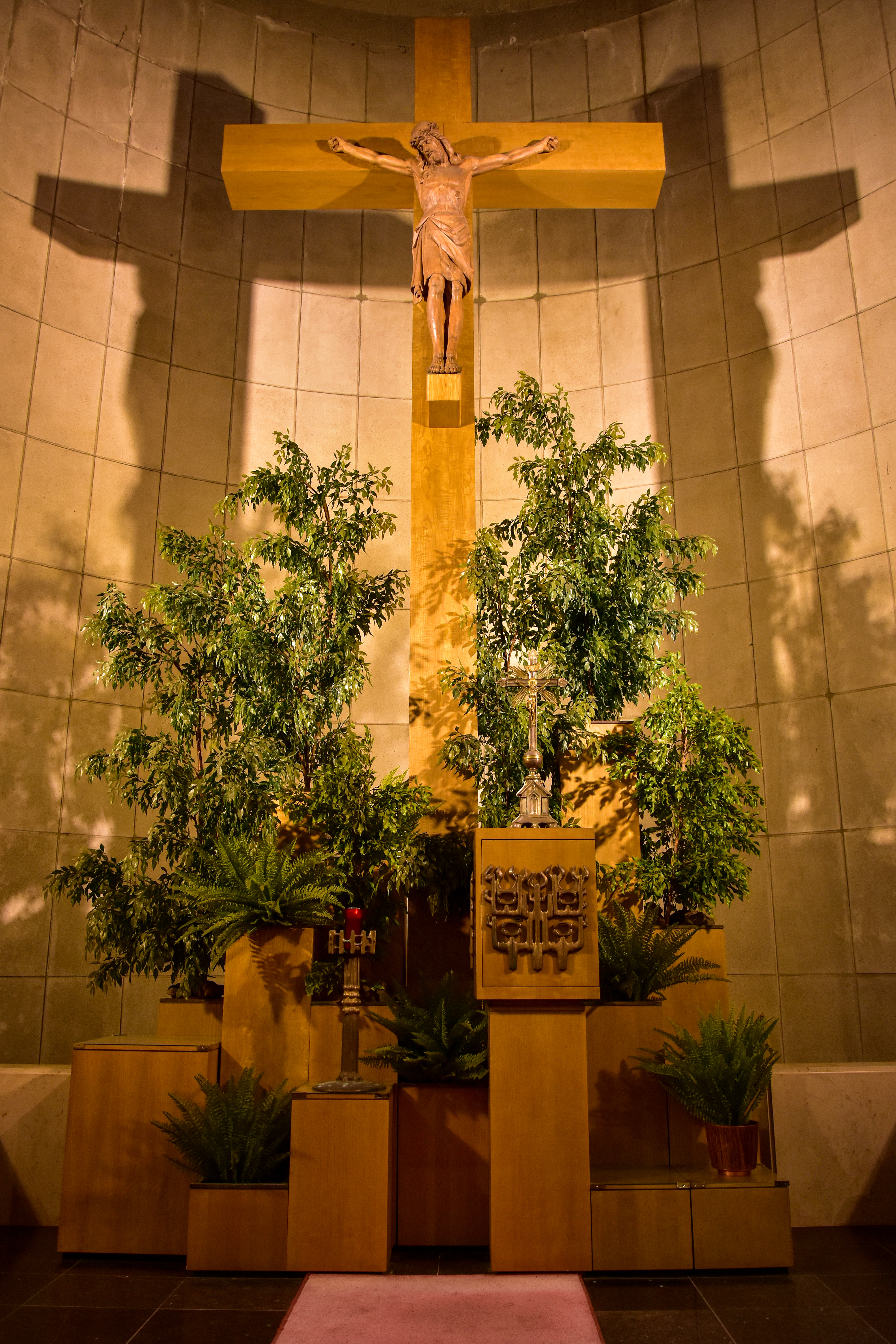
Kruisbeeld in het priesterkoor
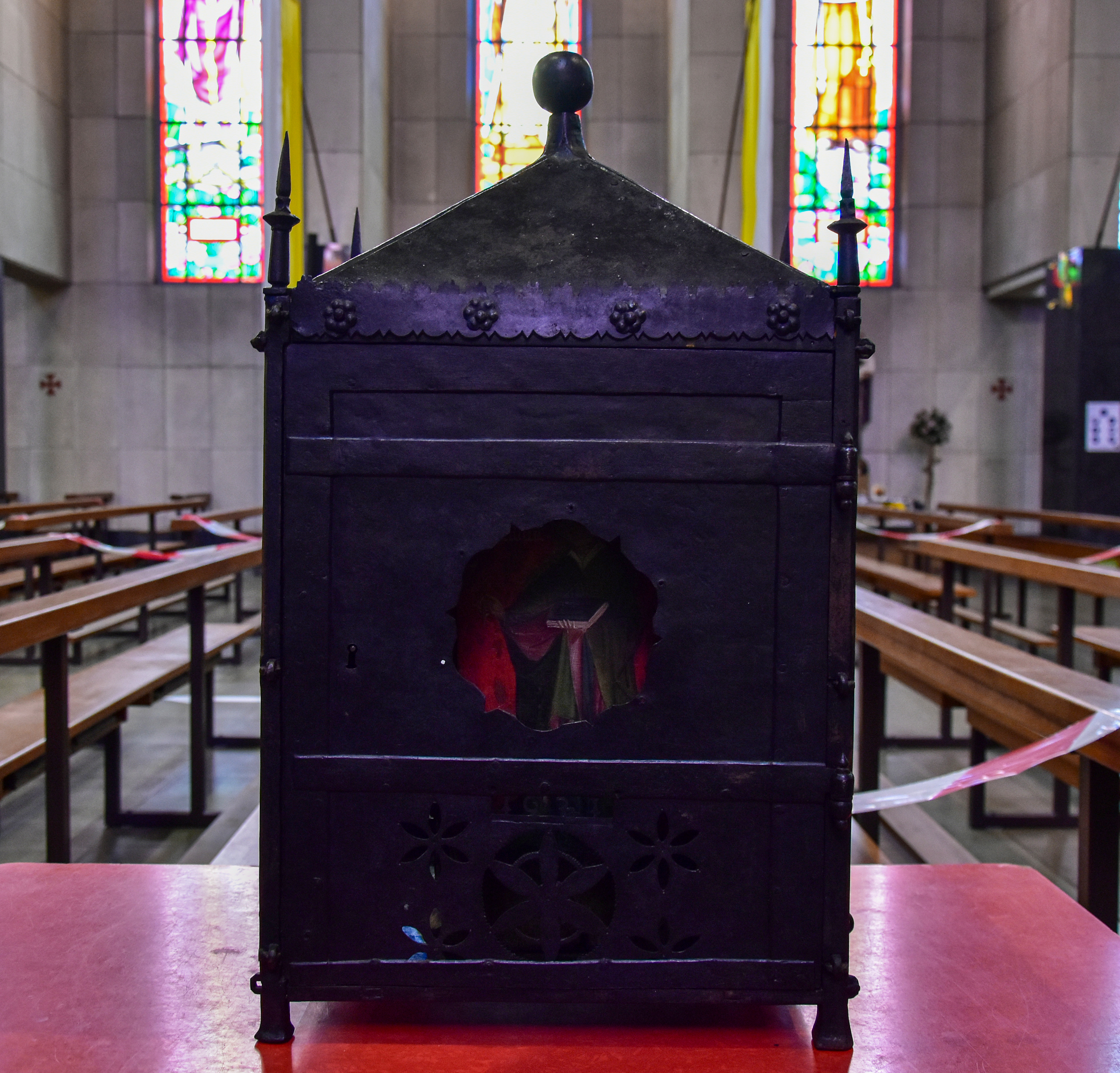
Schrijn van Petronella